# Православное обозрение
«Правосла́вное обозре́ние» («Православное Обозрѣніе») — духовный журнал, который издавался в Москве, в типографии Университета на Страстном бульваре, с 1860 по 1891 год.
Журнал был основан священником Николаем Сергиевским при поддержке митрополита Московского Филарета (Дроздова). Редактором журнала впоследствии был протоиерей Н. А. Сергиевский; журнал издавался при сотрудничестве священников П. А. Преображенского и А. М. Иванцова-Платонова. С 1869 года редактором был Г. П. Смирнов-Платонов. 
Характер его был преимущественно публицистический; в журнале обсуждались проекты церковных реформ и нужды церкви, а также явления общественной жизни, без специально-церковной окраски. Сочинения А. М. Иванцова-Платонова по христианской апологетике, церковной истории и другим отраслям богословия печатались исключительно в «Православном обозрении». С особенной заботливостью журнал знакомил читателей с лучшими произведениями иностранной богословской литературы. Хроника церковной жизни на Западе более подробно велась лишь во второй период существования журнала. 
В журнале, помимо религиозных деятелей (протоиерей Д. А. Тихомиров, доцент МДА Р. И. Левицкий и др.) принимало участие немало лиц светских; в нём были напечатаны сочинения А. С. Хомякова (горячим сторонником которого был журнал), И. В. Киреевского, Ф. И. Тютчева, Ю. Ф. Самарина, Ф. Г. Тернера, И. С. Аксакова, В. С. Соловьёва и других.
Были замечательны приложения к журналу: перевод книг Священного Писания Ветхого Завета архимандрита Макария Глухарёва; «Памятники древней христианской письменности в русском переводе» (изданы полностью «Писания мужей апостольских», «Сочинения христианских апологетов» и «Творения святого Иринея Лионского»; печатание «Апокрифических сказаний», которое должно было составить начало издания, было прервано по цензурным условиям). К журналу были изданы два указателя: за 1860—1870 гг. П. А. Ефремовым(М., 1872) и за 1871—1886 гг. В. В. Шаховым (М., 1887).